# سالوادور ماززا
سالوادور ماززا (به اسپانیایی: Salvador Mazza) یک منطقهٔ مسکونی در آرژانتین است که در General José de San Martín واقع شده‌است. سالوادور ماززا ۲۰٬۶۷۰ نفر جمعیت دارد و ۸۰۴ متر بالاتر از سطح دریا واقع شده‌است.